# Route nationale 135
Die Route nationale 135, kurz N 135 oder RN 135, ist eine französische Nationalstraße.
Die Straße wurde 1824 zwischen Barcelonne-du-Gers und Bagnères-de-Bigorre festgelegt und geht auf die Route impériale 155 zurück. Zu dieser Zeit betrug ihre Länge 90 Kilometer.
1933 wurde sie über die 1860 festgelegte Trasse der Route thermale 1 nach Sainte-Marie-de-Campan verlängert, wo sie dann Anschluss an die Nationalstraße 618 hatte. Die Länge wuchs um 12 Kilometer.
1973 wurde die Nationalstraße abgestuft. Seit 1978 trägt das ehemalige Teilstück zwischen Bar-le-Duc und Ligny-en-Barrois der Nationalstraße 66 die Nummer N 135. Seit 2000 entstand parallel zwischen Longeville-en-Barrois und Bar-le-Duc eine neue Umgehungsstraße mit der Bezeichnung N 1135. Auf diese soll die Nationalstraße 135 verlegt werden und die gegenwärtige Trasse wird dann auf dem Parallelabschnitt abgestuft.

## Streckenverlauf
| Position | höchste zulässige Gesamtgeschwindigkeit | Fahrbahnen | Typ  | km                           | Abschnitt                                                    | Längengrad | Breitengrad |
| -------- | --------------------------------------- | ---------- | ---- | ---------------------------- | ------------------------------------------------------------ | ---------- | ----------- |
| 1        | 110                                     | 2          |      | Beginn der Autobahn          | Rigourdière N 157                                            | 48.1155    | −1.5709     |
| 2        | 110                                     | 2          | 1    | Teil-Anschlußstelle          | Porte de la Valette                                          | 48.1115    | −1.5864     |
| 3        | 90                                      | 2          | 3    | Vollständige Anschlussstelle | Porte de Beaulieu                                            | 48.1019    | −1.6089     |
| 4        | 90                                      | 2          | 4    | Teil-Anschlußstelle          | Z.I. (süd ost)-Chantepie                                     | 48.0960    | −1.6192     |
| 5        | 90                                      | 2          | 5    | Vollständige Anschlussstelle | Loges                                                        | 48.0915    | −1.6272     |
| 6        | 90                                      | 2          | 6.5  | Vollständiges Kreuz          | Angers/Blosne – D163_35                                      | 48.0834    | −1.6426     |
| 7        | 90                                      | 2          | 9    | Vollständiges Kreuz          | Nantes/Pont de l’Alma-N 137                                  | 48.0805    | −1.6750     |
| 8        | 90                                      | 2          | 9.5  | Vollständige Anschlussstelle | Brequigny                                                    | 48.0793    | −1.6945     |
| 9        | 90                                      | 2          | 10   | Radargerät in einer Richtung |                                                              | 48.0817    | −1.6969     |
| 10       | 90                                      | 3          | 11   | Vollständige Anschlussstelle | Saint-Nazaire                                                | 48.0903    | −1.7049     |
| 11       | 90                                      | 3          | 13.5 | Vollständige Anschlussstelle | Cleunay                                                      | 48.1019    | −1.7158     |
| 12       | 90                                      | 3          | 14   | Vollständige Anschlussstelle | Lorient-N 24                                                 | 48.1072    | −1.7173     |
| 13       | 90                                      | 3          | 15.5 | Vollständiges Kreuz          | Brest-N12                                                    | 48.1194    | −1.7200     |
| 14       | 90                                      | 3          | 16   | Vollständige Anschlussstelle | Villejean                                                    | 48.1247    | −1.7167     |
| 15       | 110                                     | 2          |      | Teilausgebautes Dreieck      | N12-A81                                                      | 48.1261    | −1.7155     |
| 16       | 90                                      | 2          | 18.5 | Vollständiges Kreuz          | Saint-Malo/Beauregard-N 137                                  | 48.1397    | −1.6957     |
| 17       | 110                                     | 2          | 21.5 | Vollständige Anschlussstelle | Maurepas                                                     | 48.1415    | −1.6634     |
| 18       | 110                                     | 2          | 24   | Dreieck mit Kreisverkehr     | Longchamp D175_35                                            | 48.1405    | −1.6277     |
| 19       | 110                                     | 2          | 26   | Vollständiges Dreieck        | Normandie                                                    | 48.1498    | −1.6026     |
| 20       | 110                                     | 2          | 28   | Vollständige Anschlussstelle | A 84-Tizé                                                    | 48.1398    | −1.5816     |
| 21       | 110                                     | 2          | 31   | Teil-Anschlußstelle          | Kreuzung mit Rigourdière und alt N157 von Rennes D100 Acigné | 48.1155    | −1.5709     |
| 22       | 110                                     | 2          | 31   | Ende der Autobahn            | Rigourdière – N157                                           | 48.1155    | −1.5709     |

## N 135a
Die Route nationale 135A, kurz N 135A oder RN 135A, war eine französische Nationalstraße und ein Seitenast der N 135, der von 1933 bis 1973 von dieser in Vic-en-Bigorre abzweigte und nach Rabastens-de-Bigorre verlief. Ihre Länge betrug sieben Kilometer.

## N1135
Die N1135 ist ein Seitenast der neuen N135. Sie verläuft zwischen Bar-le-Duc und Tannois nördlich der Bahnstrecke Paris–Strasbourg. Ihr erstes Teilstück wurde 1993 in Betrieb genommen. Die Trasse der N135 durch Longeville-en-Barrois ist daher abgestuft worden.
Siehe Route nationale 1135.